# 2012 у науці
2012 рік — рік Тьюрінґа.

## Події
- 5 лютого — на російській антарктичній станції «Восток» гляціо-буровий загін проник в реліктові води підльодовикового озера Восток через глибоку крижану свердловину на глибині 3766 м[1].

### Космос
- 15 травня — з космодрому Байконур стартувала ракета-носій «Союз-ФГ» з кораблем «Союз ТМА-04М», який доставить на МКС російських космонавтів Геннадія Падалку і Сергія Ревіна та астронавта НАСА Джозефа Акаба.
- 22 травня — з бази ВПС США на мисі Канаверал компанія Space Exploration Technologies (SpaceX) відправила перший комерційний корабель Dragon з 500 кг вантажу на МКС; місія успішно завершилася 31 травня, коли апарат з 600 кг вантажу з МКС приводнився у берегів Каліфорнії.
- 13 червня — НАСА запустила космічну обсерваторію NuSTAR (Nuclear Spectroscopic Telescope Array) для вивчення космічного випромінювання в жорсткому рентгенівському діапазоні[2].
- 16 червня — з китайського космодрому Цзюцюань стартувала ракета-носій Чанчжен-2F з космічним кораблем Шеньчжоу-9, на борту якого двоє чоловіків Цзин Хайпен, Лю Ван і одна жінка Лю Ян[3].
- 15 липня — космічний корабель «Союз ТМА-05М» стартував до МКС з екіпажем у складі Юрія Маленченка, астронавтки НАСА Саніти Вільямс і астронавта японського агентства JAXA Акіхіко Хошиде[4].
- 6 серпня — космічний апарат MSL (також відомий як «К'юріосіті» — «Цікавість») здійснив посадку на Марс в кратері Гейла; трансляція посадки в прямому ефірі велась на сайті НАСА.
- 8 жовтня — ракета-носій Falcon 9 з космічним кораблем Dragon, розробленим компанією SpaceX, вирушила з космодрому на мисі Канаверал у Флориді до Міжнародної космічної станції; це перший комерційний старт приватного корабля до МКС.
- 23 жовтня — з космодрому Байконур до МКС стартував космічний корабель «Союз TMA-06M», у складі два космонавти Роскосмосу Олег Новицький та Євген Тарелкін і астронавт НАСА Кевін Форд.
- 12 грудня — з північнокорейського полігону Сохе здійснений пуск ракети-носія «Инха-3» з супутником «Кванменсон-3» на борту.
- 17 грудня — завершилася GRAIL, програма НАСА з вивчення гравітаційного поля і внутрішньої будови Місяця, зонди «Ебб» і «Флоу» розбилися об поверхню Місяця[5].
- 19 грудня — космічний корабель «Союз TMA-07M» стартував до МКС, у складі екіпажу космонавт Роскосмосу Роман Романенко, астронавт НАСА Томас Маршберн і астронавт Кріс Гедфілд[en] (Канадське аерокосмічне агентство).

## Досягнення та відкриття
- 14 жовтня — австрієць Фелікс Баумгартнер спустився на парашуті зі стратосфери з висоти 38 600 м, встановивши світовий рекорд висоти стрибка та понадзвукової швидкості вільного падіння в атмосфері.

### CRISPR
- 28 червня — опубліковано CRISPR-технологію редагування геномів [6].

### CERN
- 4 липня — вчені європейської організації з ядерних досліджень CERN заявили про відкриття нової елементарної частинки, яка, ймовірно, і є бозоном Хіггса[7].

### Україна
- Науковці під керівництвом професора Віктора Бочарова винайшли рідинний струменевий скальпель, принцип дії якого полягає в тому, що з нього, як із шприца, під високим тиском б'є тонкий струмінь води. За допомогою гідроскальпеля можна різати тканину та капіляри, не пошкоджуючи великі судини. Також із його допомогою можна видаляти злоякісні ракові пухлини[8].

## Нагороди

### Нобелівська премія
- З фізіології та медицини — Джон Гердон та Сін'я Яманака «за праці в галузі біології розвитку та отримання індукованих стовбурових клітин».
- З фізики — Девід Вайнленд та Серж Арош «за створення проривних технологій маніпулювання квантовими системами».
- З хімії — Браян Кобилка та Роберт Лефковіц «за дослідження рецепторів-ГТФаз».

### Абелівська премія
Ендре Семереді (Математичний інститут Альфреда Реньї Угорської академії наук) — за «фундаментальний внесок у дискретну математику і теорію інформатики, а також на знак визнання його глибокого і довгострокового вкладу в адитивну теорію чисел і ергодичну теорію».

### Міжнародна премія з біології
- Джозеф Альтман — нейробіологія.

### Премія Тюрінга
- / Сільвіо Мікалі
- Шафі Гольдвассер

### Премія Кавлі
- Астрофізика — Девід Джевітт, Джейн К. Лу, Майкл Е. Браун
- Нанотехнології — Мілдред Дресселгауз
- Неврологія — Корнелія Баргманн, Вінфрід Денк, Енн Ґрейбіл

### Премія з фундаментальної фізики
- / Німа Аркані-Хамед
- Алан Харві Гут
- / Олексій Юрійович Кітаєв
- Максим Львович Концевич
- Андрій Дмитрович Лінде
- Хуан Мартін Малдсена
- / Натан Зейберг
- Ашоке Сен
- Едвард Віттен

### Золота медаль імені В. І. Вернадського Національної академії наук України
- Багров Микола Васильович
- Лавьоров Микола Павлович

### Державна премія України в галузі науки і техніки
Докладніше: Лауреати Державної премії України в галузі науки і техніки за 2012 рік

### Премії НАН України імені видатних учених України
Докладніше: Премії НАН України імені видатних учених України — лауреати 2012 року

## Померли
- 20 лютого — Ренато Дульбекко, італійський вірусолог, лауреат Нобелівської премії з фізіології і медицині в 1975 році.
- 10 березня — Шервуд Роуленд, американський хімік, лауреат Нобелівської премії з хімії (1995) за роботи по ролі газоподібних галогеноалканів у виснаженні озонового шару Землі.
- 25 серпня — Ніл Армстронг, американський астронавт, перша людина, що ступила на Місяць.
- 13 листопада — Брайс Баєр, американський вчений, співробітник компанії Kodak, що у 1976 році запропонував фільтр Баєра, що широко застосовується у цифрових фотоапаратах.
- 22 грудня — Пінчук Юрій Анатолійович, український історик, доктор історичних наук, професор, дослідник проблем історіографії та джерелознавства України, заслужений діяч науки і техніки України.
- 30 грудня — Рита Леві-Монтальчині, італійський нейробіолог, лауреат Нобелівської премії з фізіології і медицини 1986 року.